# Gornji Maslarac
Gornji Maslarac je naselje u Hrvatskoj u sastavu općine Sokolovca. Nalazi se u Koprivničko-križevačkoj županiji. 

## Zemljopis
Zapadno su Brđani Sokolovački i Mala Mučna, istočno su Hudovljani, sjeveroistočno je Peščenik, jugoistočno su Rovištanci i Križ Gornji, južno je Donji Maslarac, jugozapadno su Široko Selo i Ladislav Sokolovački, sjeverozapadno su Srijem i Miličani.

## Stanovništvo
| broj stanovnika |       |       | 70    | 91    | 88    | 79    | 86    | 121   | 115   | 110   | 99    | 79    | 62    | 63    | 51    | 42    | 29    |
|                 | 1857. | 1869. | 1880. | 1890. | 1900. | 1910. | 1921. | 1931. | 1948. | 1953. | 1961. | 1971. | 1981. | 1991. | 2001. | 2011. | 2021. |